# Laúd

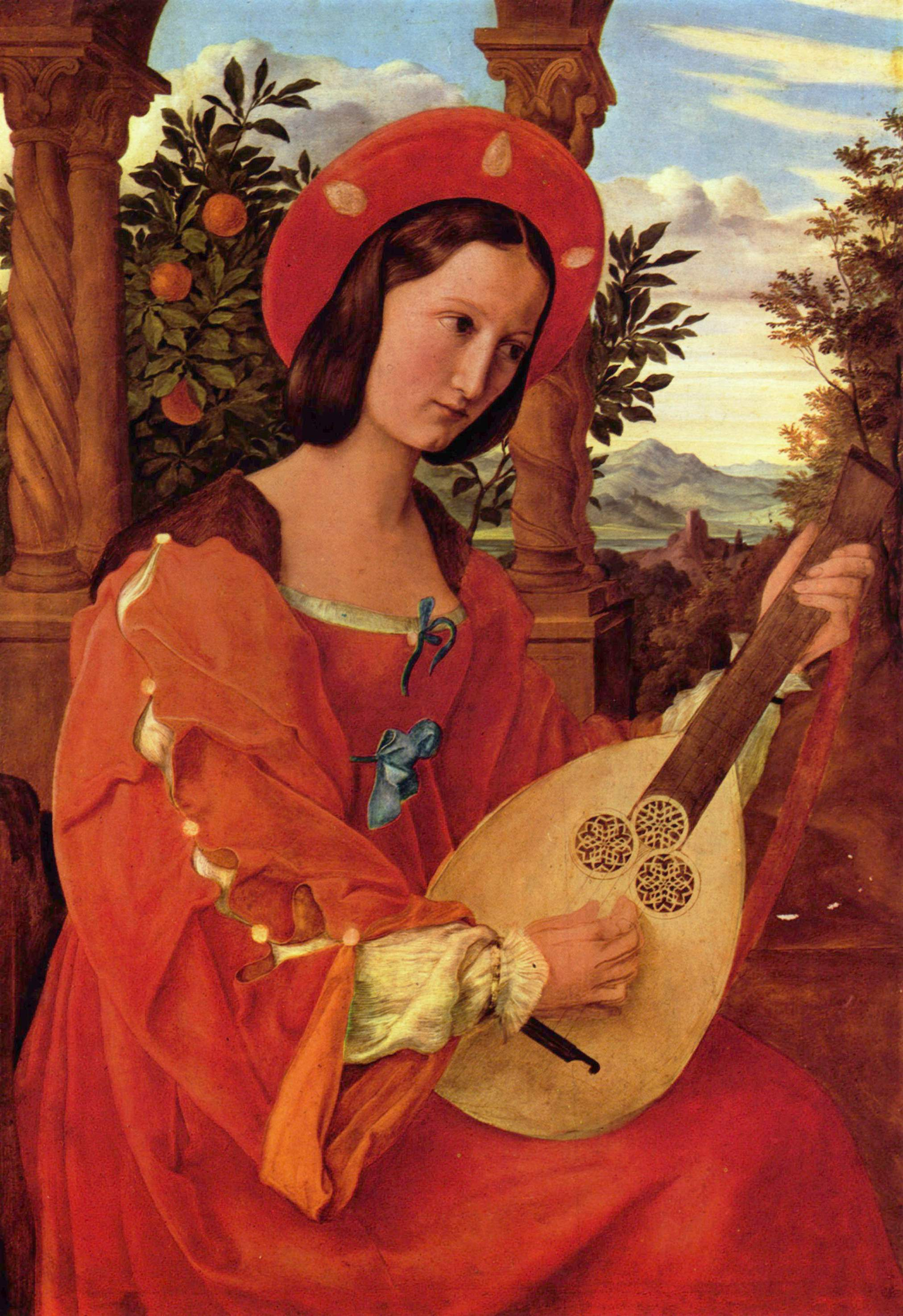
Cuadro de Julius Schnorr von Carolsfeld.

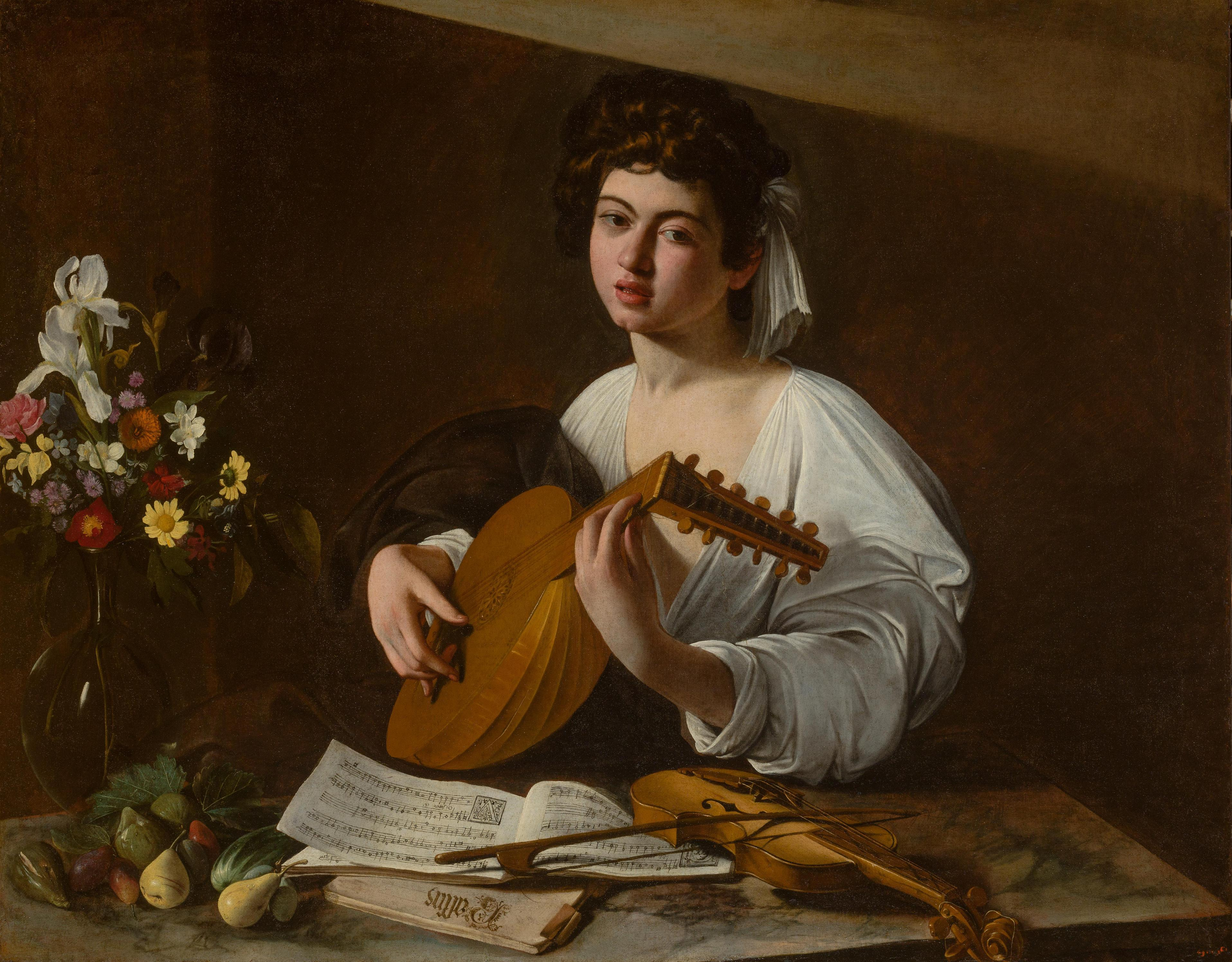
El tocador de laúd de Caravaggio.

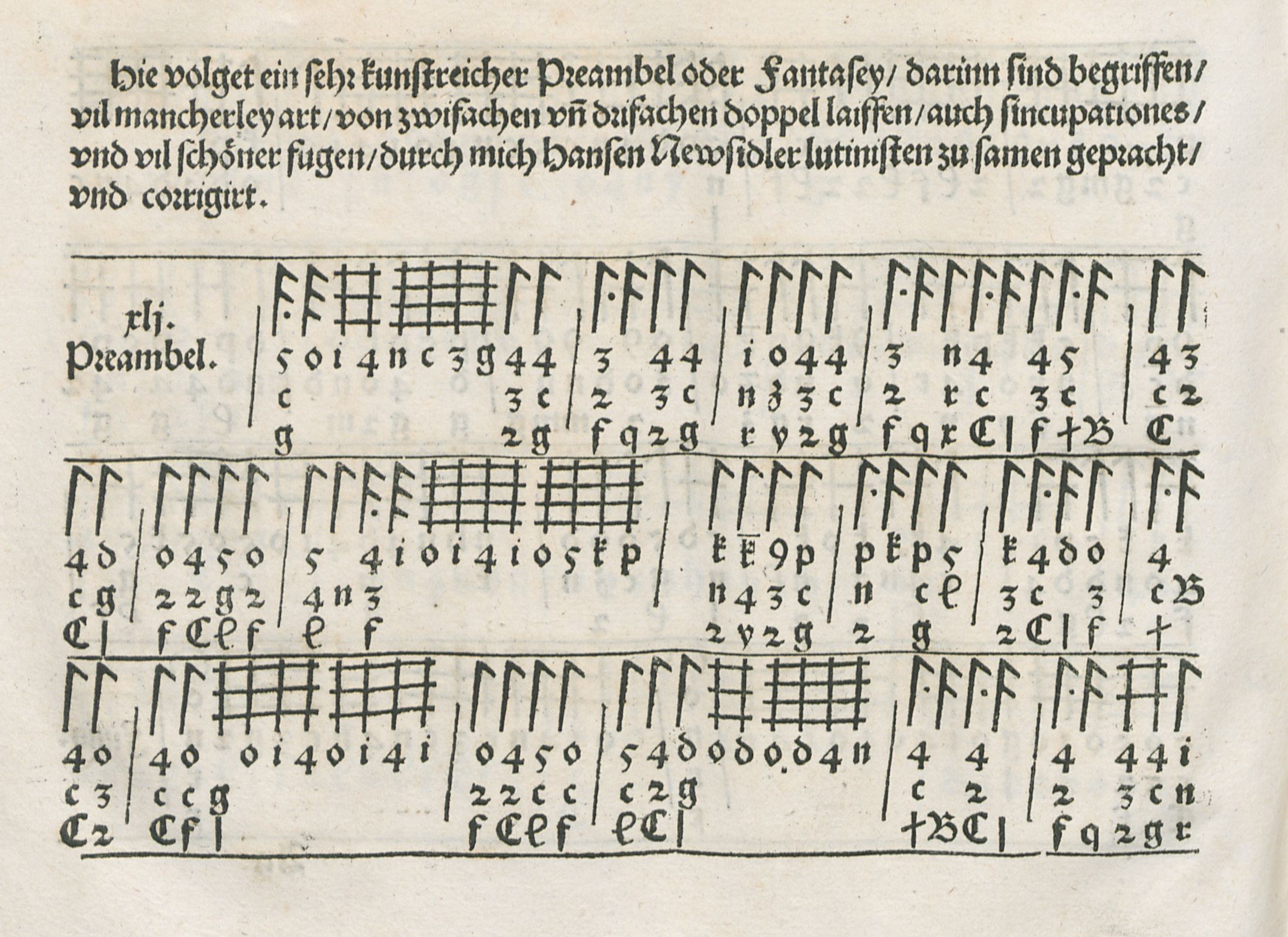
Tablatura alemana para laúd.

El laúd (del árabe العود al-‘ūd) es un instrumento de cuerda pulsada, cuyo origen se remonta a la Edad Media y cuya introducción en Europa se inició en la península ibérica por los musulmanes e influyó en los cordófonos que por entonces ya existían en la península. Por extensión, laúd puede designar cualquier instrumento en el que las cuerdas se sitúan en un plano paralelo a la caja, a lo largo de un mástil saliente.
Hoy en día, en un ámbito técnico, el término es también usado para designar a cualquier cordófono, generalmente con una caja de resonancia no plana (en contraposición con la guitarra).
Fue un instrumento muy utilizado entre los siglos XIV y XVIII. Desde el siglo XX experimenta una nueva alza de popularidad.

## Historia y evolución del laúd

### Los primeros laúdes
Curt Sachs definió laúd en la sección de terminología de La historia de los instrumentos musicales  como "compuesto por un cuerpo, y por un mástil que sirve tanto de mango como de medio para estirar las cuerdas más allá del cuerpo". Su definición se centraba en las características del cuerpo y del mástil y no en la forma de hacer sonar las cuerdas, por lo que el violín contaba como un "laúd de arco". Sachs también distinguía entre el "laúd de mástil largo" y la variedad de mástil corto. La variedad de mástil corto contenía la mayoría de nuestros instrumentos modernos, "laúdes, guitarras, zanfonas y toda la familia de violas y violines".
Los laúdes largos eran los laúdes más antiguos; los "tanbūres árabes ... conservaban fielmente el aspecto exterior de los antiguos laúdes de Babilonia y Egipto". Además, clasificó los laúdes largos en "laúd perforado" y un "laúd de mástil largo". El laúd perforado tenía un mástil hecho con un palo que atravesaba el cuerpo (como en los antiguos laúdes egipcios de cuello largo, y el moderno gunbrī). El laúd largo tenía un mástil unido, e incluiría el sitar, el tanbur y el tar (dutār 2 cuerdas, setār 3 cuerdas, čārtār 4 cuerdas, pančtār 5 cuerdas).
El libro de Sachs es de 1941, y las pruebas arqueológicas de las que disponía situaban los primeros laúdes en torno al año 2000 a. C. Los descubrimientos realizados desde entonces han hecho retroceder la existencia del laúd hasta c. 3100 a. C.
El musicólogo Richard Dumbrill utiliza hoy la palabra laúd de forma más categórica para hablar de instrumentos que existían milenios antes de que se acuñara el término "laúd". Dumbrill documentó más de 3.000 años de iconográfica de evidencia de los laúdes en Mesopotamia, en su libro The Archaeomusicology of the Ancient Near East. Según Dumbrill, la familia de los laúdes incluía instrumentos en Mesopotamia antes del 3000 a. C. Señala un sello cilíndrico como prueba; fechado en torno al 3100 a. C. o antes y ahora en posesión del Museo Británico, el sello representa en un lado lo que se cree que es una mujer tocando un "laúd" de palo. Al igual que Sachs, Dumbrill consideraba que la longitud distinguía los laúdes, dividiendo los laúdes mesopotámicos en una variedad larga y otra corta. Su libro no cubre los instrumentos más cortos que se convirtieron en el laúd europeo, más allá de mostrar ejemplos de laúdes más cortos en el mundo antiguo. Se centra en los laúdes más largos de Mesopotamia, varios tipos de cordófonos de mástil que se desarrollaron a lo largo del mundo antiguo: Grecia, Egipto (en el Imperio Medio), Iranio (Elamita y otros), Judío/Israelita, Hitita, Romana, Búlgaros, Turcos, India, China, Armenia/Cilicia. Nombra entre los laúdes largos, el pandura y el tanbur
La línea de laúdes de mástil corto se desarrolló aún más al este de Mesopotamia, en Bactria y Gandhara, en un laúd corto y con forma de almendra. Curt Sachs habló de las representaciones de los laúdes de Gandhara en el arte, donde se presentan en una mezcla de "arte del noroeste de la India" bajo "fuertes influencias griegas". Los laúdes de mástil corto de estas obras de arte de Gandhara eran "el venerable ancestro de las familias de laúdes islámicos, sino-japoneses y europeos". Describió los laúdes de Gandhara como de "cuerpo en forma de pera que se va estrechando hacia el cuello corto, un encordado frontal, clavijas laterales y cuatro o cinco cuerdas".

### Barbat persa, oud árabe
Bactria y Gandhara pasaron a formar parte del Imperio sasánida (224-651). Bajo los sasánidas, un laúd corto con forma de almendra procedente de Bactria pasó a llamarse barbat o barbud, que se desarrolló hasta convertirse en el posterior oud o ud' del mundo islámico. Cuando los moros conquistaron Andalucía en el año 711, llevaron su ud o quitra a un país que ya había conocido una tradición de laúd bajo los romanos, la pandura.
Durante los siglos VIII y IX, muchos músicos y artistas de todo el mundo islámico acudieron a Iberia. Entre ellos se encontraba Abu l-Hasan 'Ali Ibn Nafi' (789-857), un destacado músico, que se había formado con Ishaq al-Mawsili (m. 850) en Bagdad y que se exilió a Andalucía antes de 833. Fue profesor y se le atribuye la adición de una quinta cuerda a su oud y el establecimiento de una de las primeras escuelas de música en el Emirato de Córdoba.
En el siglo XI, la Iberia musulmana se había convertido en un centro de fabricación de instrumentos. Estos productos se extendieron gradualmente a Provenza, influyendo en los trovadores franceses y en los trouvères y llegando finalmente al resto de Europa. Mientras Europa desarrollaba el laúd, el oud seguía siendo una parte central de la música árabe, y más ampliamente de la música del Imperio Otomano, sufriendo diversas transformaciones.
Además de la introducción del laúd en España (al-Ándalus) por parte de los moros, otro punto importante de transferencia del laúd de la cultura árabe a la europea fue Sicilia, a donde lo llevaron los músicos bizantinos o posteriormente los musulmanes. En la corte de Palermo había cantantes-laudistas después de la conquista normanda de la isla a los musulmanes, y el laúd está muy representado en las pinturas del techo de la Cappella Palatina real de Palermo, dedicada por el rey normando Roger II de Sicilia en 1140. Su nieto Federico II Hohenstaufen (1194-1250) continuó integrando a los musulmanes en su corte, incluyendo a músicos moros. Federico II realizó visitas al Valle del Lech y a Baviera entre 1218 y 1237 con una "comitiva de moros sicilianos". En el siglo XIV, el laúd se había extendido por toda Italia y, probablemente debido a la influencia cultural de los reyes y el emperador Hohenstaufen, con sede en Palermo, el laúd también había hecho importantes incursiones en las tierras de habla alemana. Hacia 1500, el valle y Füssen contaban con varias familias de laudistas, y en los dos siglos siguientes la zona acogió "nombres famosos de la laudería de los siglos XVI y XVII".
Aunque la mayor entrada del laúd corto se produjo en Europa occidental, dando lugar a una variedad de estilos de laúd, el laúd corto entró en Europa también por Oriente; ya en el siglo VI, los búlgaros llevaron a los Balcanes la variedad de cuello corto del instrumento llamada komuz.

### De la Edad Media al Barroco
Los laúdes medievales eran instrumentos de cuatro y cinco órdenes, punteados con una pluma como plectro. Había varios tamaños y, a finales del Renacimiento, se documentan siete tamaños (hasta el gran bajo de octava). El acompañamiento de canciones fue probablemente la función principal del laúd en la Edad Media, pero muy poca música atribuible con seguridad al laúd sobrevive de antes de 1500. Los acompañamientos de canciones medievales y de principios del Renacimiento eran probablemente improvisados, de ahí la falta de registros escritos.
En las últimas décadas del siglo XV, para tocar polifonía renacentista en un solo instrumento, los laudistas abandonaron gradualmente la pluma en favor de puntear el instrumento con los dedos. El número de órdenes creció hasta seis y más. El laúd fue el principal instrumento solista del siglo XVI, pero también siguió acompañando a los cantantes.
Hacia el año 1500, muchos laudistas de Iberia adoptaron la vihuela de mano, un instrumento en forma de viola afinado como el laúd; ambos instrumentos siguieron coexistiendo. Este instrumento también llegó a partes de Italia que estaban bajo la dominación española (especialmente a Sicilia y a los estados pontificios bajo el Papa de Borgoña Alejandro VI que llevó a muchos músicos catalanes a Italia), donde se conocía como viola da mano.
A finales del Renacimiento, el número de órdenes había aumentado a diez, y durante el Barroco el número siguió creciendo hasta llegar a 14 (y ocasionalmente hasta 19). Estos instrumentos, con hasta 35 cuerdas, requerían innovaciones en la estructura del laúd. Al final de la evolución del laúd, el archilaúd, la tiorba y el torbán tenían largas extensiones unidas a la cabeza de afinación principal para proporcionar una mayor longitud de resonancia a las cuerdas graves, y dado que los dedos humanos no son lo suficientemente largos para detener las cuerdas a través de un mástil lo suficientemente ancho como para albergar 14 cursos, las cuerdas graves se colocaban fuera del diapasón, y se tocaban abiertas, es decir, sin presionarlas contra el diapasón con la mano izquierda.
En el transcurso de la época barroca, el laúd quedó cada vez más relegado al acompañamiento del continuo, y finalmente fue sustituido en esa función por los instrumentos de teclado. El laúd quedó prácticamente en desuso en Occidente después de 1800. Algunos tipos de laúd se siguieron utilizando durante algún tiempo en la música popular de Alemania, Suecia y Ucrania.

## Partes
Los laúdes de Oriente, medievales, renacentistas y barrocos poseen una caja de resonancia abombada; en cambio, el laúd chino (pipa) se talla a partir de un bloque de madera. El instrumento de tesitura tenor, usado en la tuna y en rondallas y llamado laúd español, tiene fondo plano y aros laterales y, pese a su nombre, no está emparentado con el laúd sino con la bandurria, que a su vez provendría de la cítara.
Consta de las siguientes partes:
- Clavijas: Piezas de madera alargadas, con una ligera conicidad, en las cuales se enrolla la cuerda para tensarla.
- Trastes: Cuerdas de tripa anudadas alrededor del mástil. Acortan la cuerda a la longitud deseada cuando el intérprete las pisa entre dos de estos trastes.
- Mástil: Mango alargado que surge del cuerpo del instrumento, sobre el cual se tienden las cuerdas y se ejecutan las posiciones de la mano que se use.
- Diapasón: Lámina que cubre el mástil para protegerlo del desgaste y darle rigidez, pues sobre ella se apoyan los dedos del ejecutante al pisar las cuerdas. Suele ser de ébano.
- Caja de resonancia:Abombada, construida a partir de costillas longitudinales, con forma de media pera.
- Boca: En los laúdes ostenta una roseta decorativa finamente tallada.
- Cuerdas: Seis cuerdas dobles afinadas al unísono por pares, como las de la bandurria. Siendo de tripa las agudas y de núcleo de tripa y entorchado de metal las graves.
- Puente: Llamado también barra-cordal.En él, las cuerdas vibran directamente desde el nudo, sin apoyarse en ninguna lámina, como en las guitarras actuales.
- Cordal: Solo algunos laúdes medievales poseían una pieza aparte para anudar las cuerdas, pues desde la Edad Media y hasta el XVIII el puente y el cordal coincidían en una única pieza, la barra-cordal.

## Técnicas
Aunque durante el paso del tiempo la técnica ha sufrido cambios importantes, el intérprete toma el instrumento de manera semejante a la guitarra. Las posibilidades expresivas están dadas por la forma de tañer el instrumento. En Occidente se privilegia el uso de dedos y uñas, para posibilitar la armonización de las notas; los árabes prefieren el plectro, pues dan más importancia a la melodía.
Al igual que la tiorba, el archilaúd y el laúd barroco, el laúd moderno puede contar con cuerdas de bajo llamadas bordones, que se colocan fuera del trastero y son utilizadas para conseguir sonidos por fuera de la tesitura del laúd.
Grandes compositores e intérpretes del periodo renacentista y barroco fueron John Dowland, contemporáneo de Shakespeare, Giovanni Girolamo Kapsberger, Silvius Leopold Weiss y Robert de Visée.

## El laúd renacentista

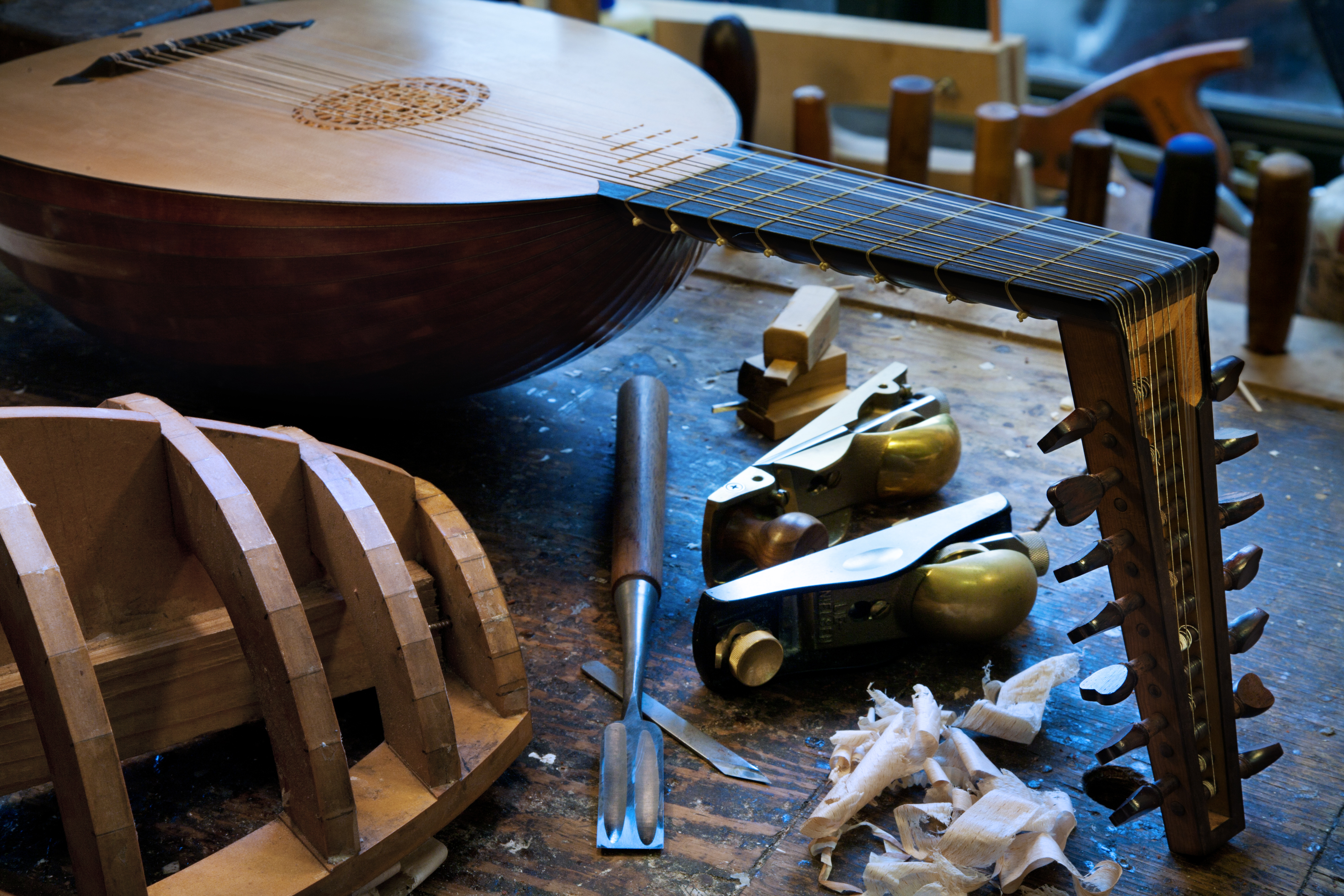
Laúd renacentista con el sexto orden triple.

Durante el renacimiento el laúd gozó de una gran popularidad entre la nobleza europea. No obstante, en España "el protagonismo del laúd será desplazado en la música cortesana por la vihuela". Aunque existe la teoría de que el laúd no se tocó en España por los prejuicios, al recordar el instrumento musulmán del que provenía, esto no es cierto. Se pueden encontrar numerosas fuentes documentales tales como inventarios de carga en los barcos que viajaban a las Américas, de difuntos, etc, en donde se numeran muchos laúdes, que en la época eran conocidos como "vihuelas de flandes".
El laúd durante la primera mitad del siglo XVI tenía generalmente seis órdenes dobles y se utilizaba la lectura para la notación musical del mismo.
La afinación y la técnica del instrumento eran similares a las de la vihuela, por lo que el repertorio de ambos instrumentos podía ser intercambiado, tal y como prueba incluso el título de algunas de las publicaciones de la época.
Entre los compositores e intérpretes más destacados encontramos a Francesco Spinacino, Giovanni Girolamo Kapsberger, Francesco da Milano (quien compuso una colección de piezas que publicó bajo el título Intavolatura de viola o vero lauto. Libro primo /secondo de la Fortuna), Adrien Le Roy, Albert de Rippa y John Dowland. La técnica compositiva era fundamentalmente contrapuntística, como lo era la música vocal de la época.
Durante la segunda mitad del siglo XVI el laúd comenzó a incrementar el número de órdenes, llegándose con el laúd de 10 órdenes a las primeras décadas de 1600, período de transición entre el Renacimiento y el Barroco.

## El laúd barroco

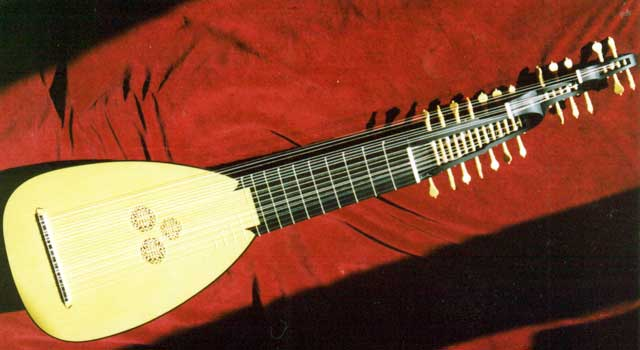
Laúd barroco

Durante el barroco el instrumento amplía el número de cuerdas, hasta los diez o más órdenes —13 en el caso del laúd alemán— que se empleaban para poder ejecutar notas más graves que pudieran dar sustento a las armonías de las nuevas funciones que al instrumento le estaban encomendadas.
Entre los intérpretes más famosos destacan, Silvius Leopold Weiss y Robert de Visée. Son muy conocidas las suites para laúd escritas por J. S. Bach.

## El laúd árabe uoud
La palabra laúd deriva de la voz árabe `ūd (عود), una de cuyas acepciones es ‘madera’.
Según la tradición, el más grande tañedor de laúd que jamás existió fue el músico persa, pero residente en Córdoba Abú al-Hasan Alí ibn Nafi, más conocido como Ziryab (789-857). Introdujo algunos cambios organológicos (añadidura de cuerdas) y técnicos (interpretación con plectro fabricado con pluma de ave, en vez del comúnmente usado de madera). El laúd usado en los países árabes y el Medio Oriente carece de trastes, pues estos impedirían ejecutar cuartos de tono, necesarios para la música oriental.Posee un mástil más corto que el europeo y una caja de resonancia más grande. Usualmente sólo cuenta con un bordón y cuatro cuerdas dobles, sin embargo, pueden hallarse laúdes de hasta siete órdenes. Su registro suele ser de dos octavas y media.
Es usado en la música clásica y popular de todos los países árabes, además de, Turquía, Irán, Pakistán, Armenia, Georgia.

## El laúd chino opipa
El cuerpo, tallado de un bloque de madera, tiene forma de pera aplastada y cuatro cuerdas. Existen referencias que datan su existencia al siglo II a. C. Acompaña al canto de poemas, con frecuencia épicos, que describen batallas o hechos históricos relevantes. También, se utiliza en grupos musicales para interpretar solos. El repertorio para pipa consiste en obras tradicionales chinas, anónimas en su mayoría, y música contemporánea de compositores con influencias tanto chinas como occidentales.
Se toca mediante una técnica de espectacular destreza en los dedos, para conseguir sonidos característicos. Liu Fang es una consumada intérprete del instrumento.

## Laúd cretense
El laúd cretense o lauto cretense es un instrumento cordófono de Creta. Es un instrumento de cuerda metálica que se toca con un plectro alargado de plástico y tiene cuatro cuerdas dobles afinadas por quintas: ÉÉ, ÁA,´DD, GG´ de aguda a grave. Llegó a Creta durante la ocupación veneciana, en la Edad Media, evolucionando muy poco hasta el día de hoy.

## El laúd en el mundo moderno

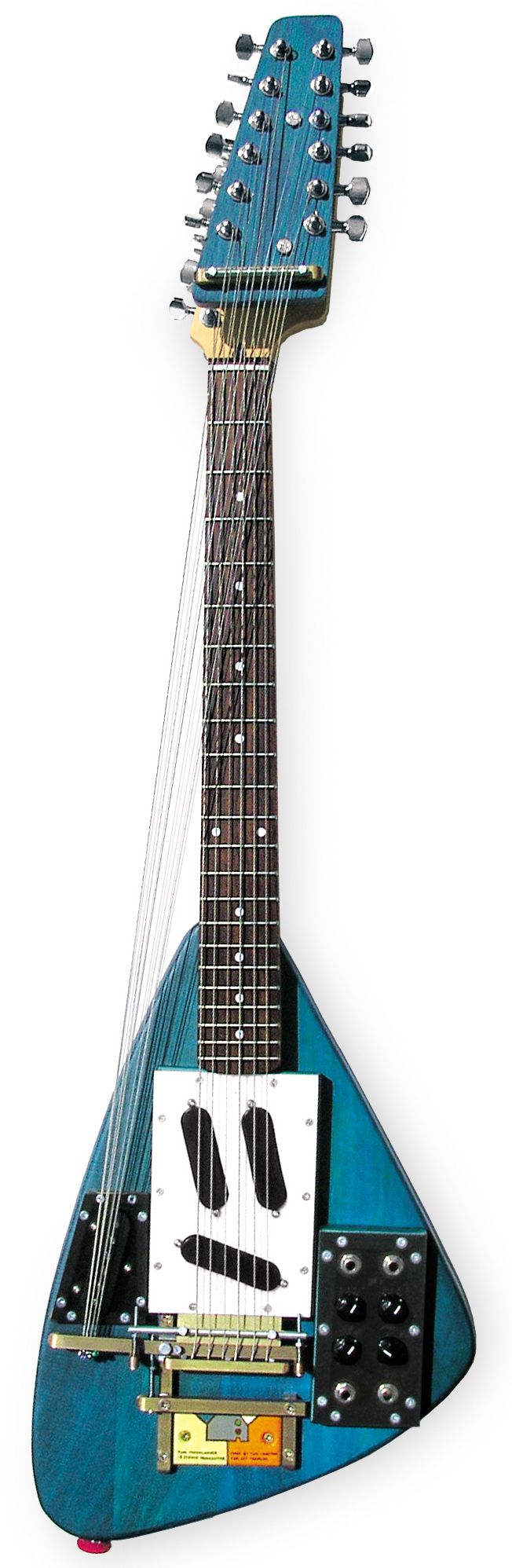
Moonlander, tiorba eléctrica, Sonic Youth, Yuri Landman, 2007.

Desde 1930, su popularidad ha ido en aumento.Impulsada por el movimiento en pro de la música antigua (renacentista y barroca).
Julian Bream, guitarrista inglés excelso, se hizo famoso por sus conciertos de laúd y violín.
Otros intérpretes destacados, fueron:Hans Neemann, Walter Gerwig, Suzanne Bloch y Diana Poulton.
Los laúdes actuales son réplicas de los instrumentos históricos Archivado el 8 de marzo de 2018 en Wayback Machine. modelos pertenecientes a museos y colecciones privadas; no obstante, algunos artesanos diseñan modelos con características más actuales. Tanto los unos como los otros, pueden adquirirse de segunda mano en un mercado muy limitado. Las dificultades que encierra su construcción los hace más caros que los instrumentos producidos en masa, como la guitarra, llegando en ocasiones a superar el precio del violín.
A diferencia de lo que ocurría en otras épocas, hoy existen muchos tipos de laúd: medievales, renacentistas, el archilaúd para obras barrocas, tiorbas para partes de bajo continuo en conjuntos barrocos, y otros. Hay laúdes de diversidad regional en Grecia: laouto, y outi, emparentados ambos con el ud u oud árabe.
Entre los laudistas mundialmente famosos cabe citar a Konrad Ragossnig, Robert Barto, Desmond Dupré, Eduardo Egüez, Edin Karamazov, Luca Pianca, Edmund Spencer, Hopkinson Smith, Axel Wolf, Nigel North, Eligio Quinteiro, Stephen Stubbs, Richard Stone, Pascal Monteilhet, Ariel Abramovich, Evangelina Mascardi, Luciano Contini, William Waters, Paul O' Dette, Rolf Lislevand, Anthony Rooley, Eugène Ferré.
El artista Sting toca el laúd y el archilaúd, ocasionalmente en colaboración con Edin Karamazov. También la cantante colombiana Shakira utiliza el laúd en su canción «Ojos así», con la colaboración del músico Tim Mitchell.

## El laúd español
El llamado laúd español es imprescindible, al igual que la bandurria, en las formaciones populares de la música española. Las orquestas de pulso y púa y las rondallas instrumentales, compuestas por familias de instrumentos de cuerda pulsada de diferentes alturas y que también eran conocidas como estudiantinas, o en su versión universitaria como tuna. Es importante recalcar que este instrumento no tiene absolutamente nada que ver con los verdaderos laúdes, y es un invento históricamente reciente. En realidad, se trata de un tenor de bandurria. 
También existe un laúd cubano, cuyo más famoso ejecutor es Barbarito Torres, de Buena Vista Social Club. Tiene la misma apariencia del laúd español, pero la afinación es diferente.

## Iconografía
En las artes plásticas se suele representar el laúd como un símbolo de armonía. Cuando ésta no existe, se le representa con alguna cuerda rota.
También se considera un atributo de Santa Cecilia de Roma.